# Fingering

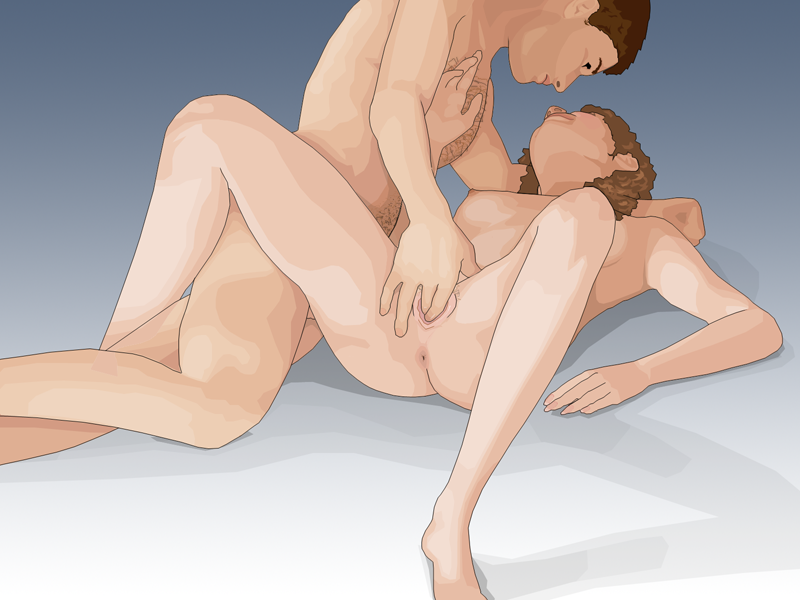
Un fingering

Il fingering (dall'inglese to finger, toccare con le dita, palpare) o stimolazione digitale è una pratica sessuale che consiste nel manipolare l'ano, la vagina e/o il clitoride toccando, strofinando o sfiorando.
Il fingering è praticato prevalentemente con le dita della mano, ma è diffuso l'uso di piume o tessuti. In un rapporto sessuale può far parte dei preliminari sessuali come dell'amplesso vero e proprio e può essere una pratica istintiva.

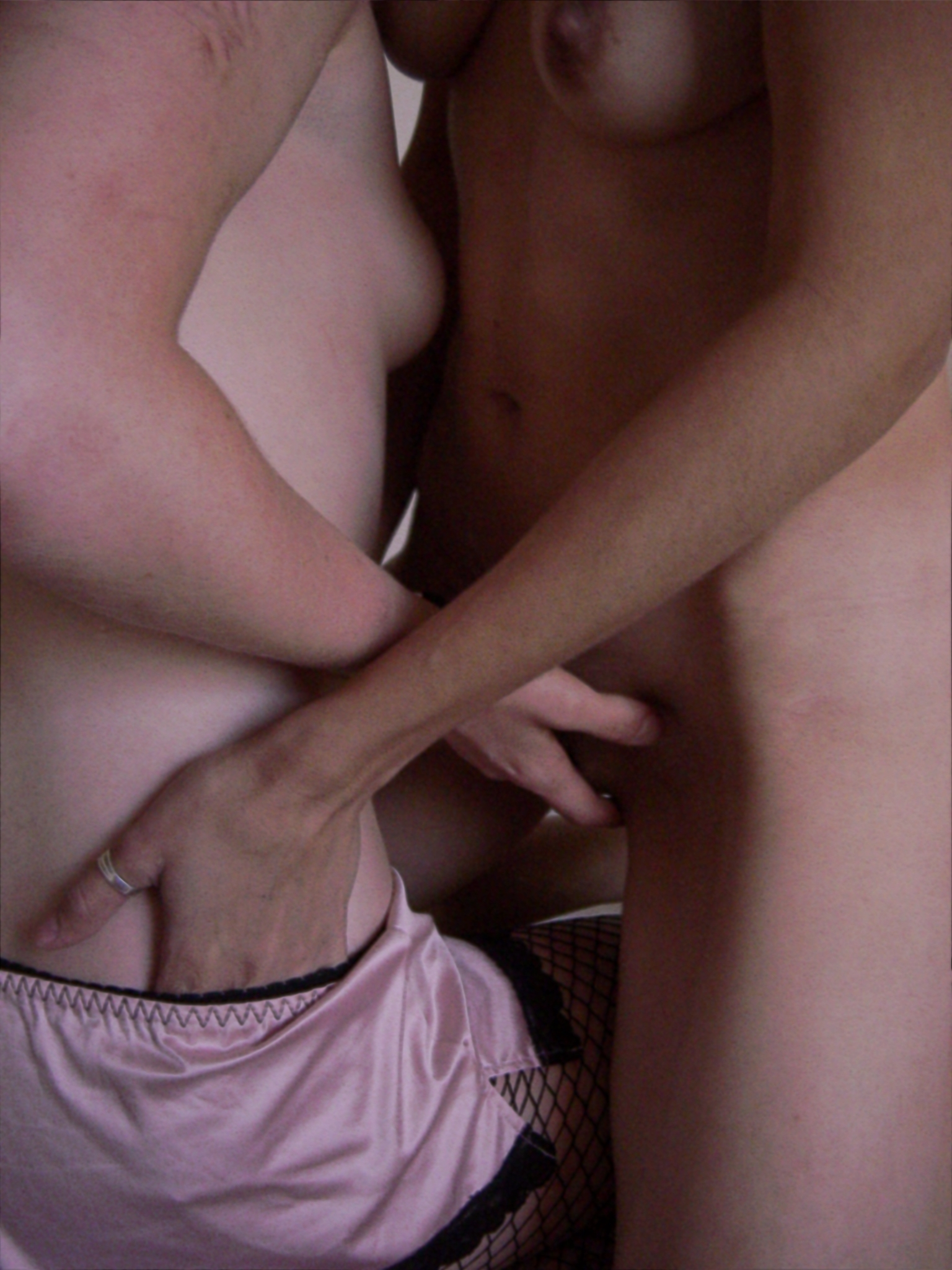
Le dita come una pratica per la masturbazione reciproca

## Pratica
L'aspetto principale del ditalino, sia esso praticato su se stessi o su qualcun altro, è la stimolazione manuale della vulva attraverso lo sfregamento con le dita, l'inserimento delle dita nella vagina attraverso la sua apertura o una qualche combinazione.

## Vulva
Le parti della vulva, in particolare il clitoride, sono zone erogene. Il massaggio della vulva, e in particolare del clitoride, è il modo più comune per una donna di raggiungere l'orgasmo. Alcuni studi indicano che il 70-80% delle donne necessita di una stimolazione diretta del clitoride per raggiungere l'orgasmo.
Il glande o l'asta del clitoride possono essere massaggiati da una o più dita, di solito attraverso la pelle del cappuccio clitorideo, con movimenti ascendenti e discendenti, laterali o circolari. Anche il resto della vulva, come le labbra, viene stimolato con le dita. Le dita possono accarezzare le labbra interne della vulva (labia minora) con movimenti ascendenti e discendenti o laterali o strattonare le pieghe.

## La vagina

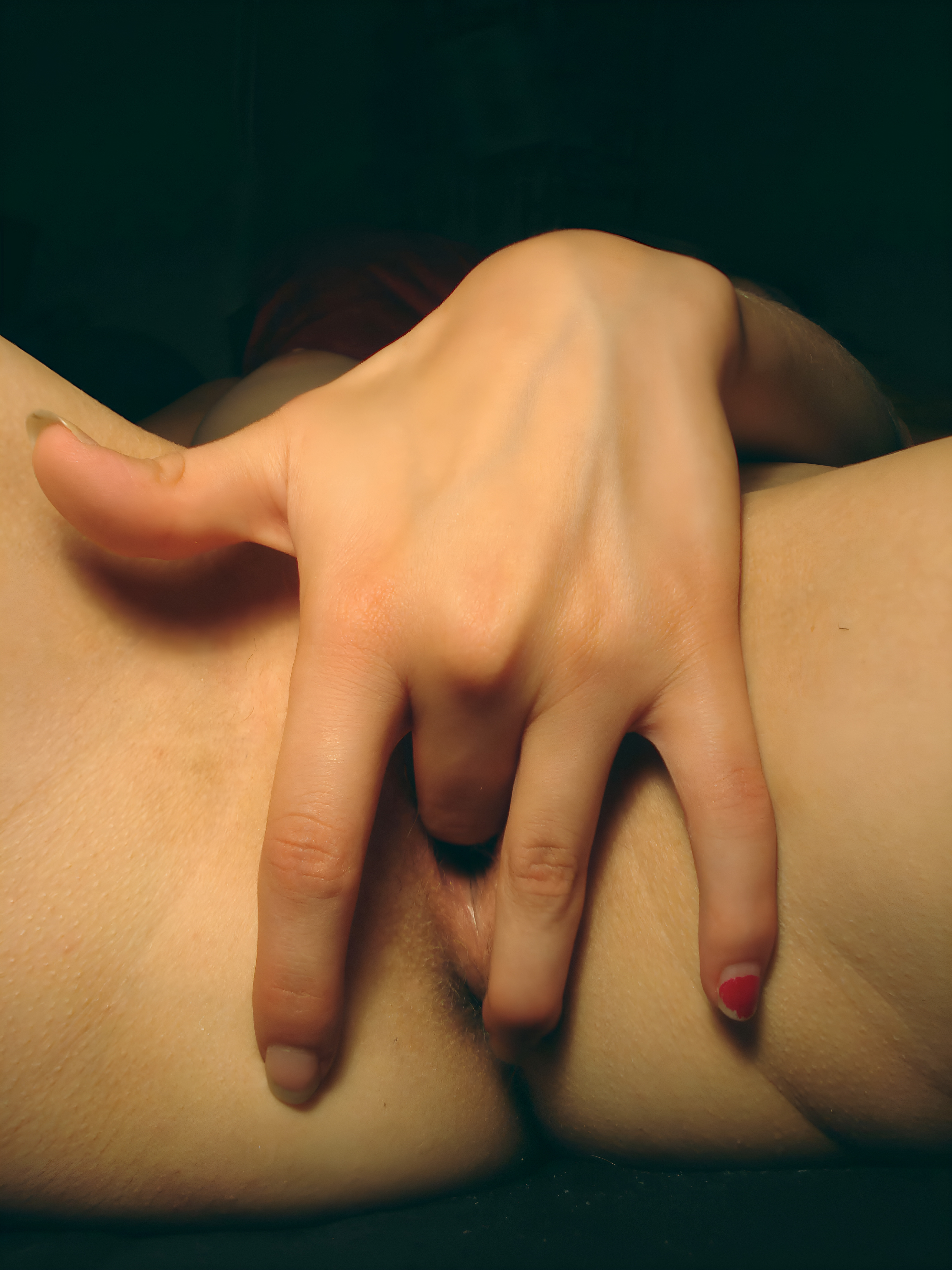
Donna che inserisce un dito nella vagina

Sebbene la vagina non sia particolarmente sensibile nel suo complesso, il suo terzo inferiore (l'area vicina all'ingresso) presenta concentrazioni di terminazioni nervose che possono fornire sensazioni piacevoli se stimolate durante l'attività sessuale.
Il ditalino sulla vagina viene spesso eseguito per stimolare un'area denominata punto G. Secondo quanto riferito, il punto G si trova a circa cinque centimetri sulla parete anteriore della vagina, in avanti verso l'ombelico. Viene descritto come riconoscibile per le sue creste e la sua consistenza leggermente più ruvida rispetto alle pareti della cavità vaginale che lo circondano, più simili a un cuscino. Il ditalino in questo punto, che potrebbe stimolare la ghiandola di Skene, è comunemente citato come un metodo che può portare all'eiaculazione femminile.
Alcune donne hanno citato il gesto “vieni qui” come un catalizzatore significativo per raggiungere l'orgasmo. Questa tecnica prevede che il dito medio, a volte anche l'indice o l'anulare, faccia un gesto della mano del tipo “vieni qui” con il palmo rivolto verso l'osso pubico.